# 황호택
황호택(黃鎬澤, 1955년 ~ )은 대한민국의 언론인이다. 동아일보 전무이며, 제20대 한국신문방송편집인협회 회장이다.

## 학력
- 전주고등학교
- 고려대학교 영문학 학사
- 연세대학교 언론홍보대학원 저널리즘 석사

## 경력
- 1982년 동아일보 편집국 사회부 기자
- 1996년 동아일보 편집국 경제부 차장
- 1996년 ~ 1997년 버클리 대학교 동아시아연구소 교환연구원
- 동아일보 편집국 기획팀 팀장
- 동아일보 논설위원실 논설위원
- 2005년 동아일보 논설위원실 수석논설위원
- 2009년 3월 ~ 2012년 12월 동아일보 논설위원실장
- 2013년 1월 ~ 2016년 12월 동아일보 논설주간
- 2015년 2월 제20대 한국신문방송편집인협회 회장
- 2015년 ~ 2016년 한국신문윤리위원회 이사
- 2015년 3월 동아일보 상무
- 한국언론인연합회 운영자문위원
- 2016년 3월 동아일보 전무이사
- 2018년 2월 서울시립대학교 초빙교수
- 2021년 3월 ~ 카이스트 문술미래전략대학원 겸직교수

## 방송 진행
- 《황호택의 눈을 떠요》 (채널A)